# 현대 HD 1000
현대 HD 1000(Hyundai HD 1000)은 현대자동차에서 1977년 3월부터 1981년까지 생산한 차량으로 트럭과 미니버스 등 두 종류로 생산했다. 미쓰비시로부터 설계도를 그대로 들여온 2세대 포터 및 그레이스와는 달리 영국 포드의 트랜싯 프레임과 플랫폼, 현대 포니의 디자인을 바탕으로 독자 개발한 모델이며, 엔진은 현대자동차가 영국 퍼킨스로부터 면허를 받아 생산하였다.
경쟁 차종은 AC076, AV076이었다. 1980년에는 차량 전면부가 부분 변경되었고, 앞 범퍼도 알루미늄에서 검은색 플라스틱으로 바뀌었으며, 그 해에 누적 생산량 30,000대를 달성했다.
1981년에 전두환 전 대통령이 밀어붙인 자동차 산업 합리화 조치로 인해 강제 단종되었다. 이후 1986년에 미쓰비시 미쓰비시 델리카의 승합차 모델과 트럭 모델로부터 설계도를 들여와서 출시한 그레이스와 포터가 HD 1000의 빈 자리를 채우게 되었다. 총 9,209량이다.

## 라인업
- 1t 일반캡고상
- 1t 더블캡고상
- 1t 일반캡저상 저상식
- 1t 고상 트럭

- 현대 1톤 디젤 일반캡고상 저상식
- 현대 1톤 디젤 더블캡저상 저상식
- 현대 1톤 디젤 일반캡저상 저상식
- 3인승 밴
- 6인승 밴
- 12인승 미니버스
- 구급차

## 제원
트럭(포터) 1977년 3월 시판
- 전장: 4,165 mm
- 차량중량: 1,600 mm
- 승차인원: 3명(일반캡)/5명(더블캡)
- 엔진 형식: Perkins 4.108 직렬 4기통 디젤
- 배기량: 1,759cc
- 출력: 55마력
- 변속기 : 수동 변속기

미니버스 포터 미니버스 1978년 1월 시판
- 전장: 4,165 mm
- 차량중량: 1,600 mm
- 승차인원: 3인승(밴)/6인승(밴)/7인승(앰뷸런스)/12인승 미니버스
- 엔진 형식: Perkins 4.108 직렬 4기통 디젤
- 배기량: 1,759cc
- 출력: 55마력
- 변속기 : 수동 변속기

## 같이 보기
- 현대 포터
- 현대 그레이스